# Podośno
Podośno – osada w Polsce położona w województwie lubuskim, w powiecie słubickim, w gminie Ośno Lubuskie.
W latach 1975–1998 miejscowość administracyjnie należała do województwa gorzowskiego.
Miejscowość położona jest na drodze lokalnej Radów – Ośno Lubuskie.
W miejscowości działały w sumie trzy państwowe gospodarstwa rolne. Początkowo Państwowe Gospodarstwo Rolne w Mościenku oraz Państwowe Gospodarstwo Rolne w Toraniu. Stanowiły one oddzielne jednostki osadnicze. Z czasem wybudowano Państwowe Gospodarstwo Rolne w Podośnie wraz z całą wsią, później przekształcony w Zakład Rolny w Podośnie wchodzący w skład Państwowego Przedsiębiorstwa Gospodarki Rolnej w Ośnie Lubuskim. PGR/ZR Podośno zarządzał obiektami w Toraniu (Folwark w Podośnie) i Mościenku jako jedno gospodarstwo, a dwie sąsiadujące jednostki administracyjne (będące w rzeczywistości jedynie PGR-ami) zniesiono. Nazwy Torań i Mościenko wyszły całkowicie z użycia, mimo że jeszcze w 1975 roku znajduje się nazwa Torań.